# Chevy Chase (videogioco)
Chevy Chase è un videogioco simulatore di guida pubblicato nel 1991 per Amstrad CPC, Commodore 64 e ZX Spectrum dalla Hi-Tec Software.
Si guida una Chevrolet anni '50 (Chevy è un soprannome in inglese della Chevrolet), con inquadratura da dietro.

## Trama
Il protagonista viaggia da Malibù a Laguna sulla sua Chevrolet Bel Air del 1959 per incontrare la sua ragazza con la quale ha appuntamento davanti a una trattoria.
Se riesce ad arrivare in tempo, nella scena finale trova la trattoria chiusa e la ragazza non si è presentata all'appuntamento.

## Modalità di gioco
Si inizia con la scelta del modello e del colore della propria Chevrolet, a scopo soltanto decorativo.
La prospettiva durante la guida è tridimensionale, da dietro la vettura. In basso appare anche il cruscotto, che mostra attivamente punteggio, tempo, tachimetro a lancetta e posizione della leva del cambio. I comandi consistono nello sterzare, accelerare, decelerare e cambiare tra due sole marce.
Si segue un percorso lineare con curve, ostacoli a bordo strada, altre auto d'epoca da superare, e occasionalmente gallerie.
Periodicamente ci sono fermate alle stazioni di servizio, dove ogni volta, tramite icone, si può scegliere uno solo tra cinque potenziamenti: iniezione del carburante che aumenta la velocità massima, paraurti che moderano i rallentamenti in caso di scontri, gomme per la tenuta di strada, nitro per l'accelerazione, e il cambio automatico (poco rilevante, essendoci soltanto due marce).
Ci sono quattro livelli di quattro sezioni ciascuno. Per non terminare la partita è necessario raggiungere i checkpoint prima dello scadere del tempo.
Le ambientazioni californiane cambiano iniziando con strade alberate, per poi diventare il deserto, la periferia urbana (poco visibile nella versione C64) e infine la spiaggia.

## Accoglienza
Chevy Chase fu poco presente sulla stampa di settore europea, ma le recensioni che ricevette furono generalmente positive grazie alla sua buona realizzazione, considerando anche che era un prodotto a basso prezzo.
Alla versione Commodore 64, la rivista Zzap! assegnò un voto complessivo di 78%, sebbene notando che era l'ennesimo gioco del suo genere e non apportava novità a parte il modello di auto guidata.
La versione per ZX Spectrum ricevette un 77% da Crash e, in Cecoslovacchia dove si utilizzava il suo clone Didaktik, un 73% da Bit e una media di 6,5/10 da FIFO.